# Gymnopilus mullaunius
Gymnopilus mullaunius là một loài nấm thuộc họ Cortinariaceae.